# Liga Uruguaya de Básquetbol 2018-19
La Liga Uruguaya de Básquetbol de 2018-19 fue la XVI edición de la competencia de más alta categoría entre clubes de básquet de Uruguay organizada por la FUBB.
El campeón fue el Club Atlético Aguada, tras vencer 4-3 en la serie final a mejor de siete al Club Malvín.

## Equipos participantes

### Ascensos y descensos
| Club       | Ascendido por                  |
| ---------- | ------------------------------ |
| Atenas     | Campeón del Metropolitano 2017 |
| Sayago     | Ganador del segundo ascenso    |
| Verdirrojo | Ganador del tercer ascenso     |

| Club         | Descendido por   |
| ------------ | ---------------- |
| Larre Borges | 12.° LUB 2017-18 |
| Bohemios     | 13.° LUB 2017-18 |

### Información de equipos
Notas:  La columna "estadio" refleja el estadio dónde el equipo más veces oficia de local en sus partidos, pero no indica que el equipo en cuestión sea propietario del mismo.
| Equipo                | Ciudad     | Gimnasio                          | Capacidad | Fundación                | Temporadas | Ligas | Subtítulos | 2018-19          |
| --------------------- | ---------- | --------------------------------- | --------- | ------------------------ | ---------- | ----- | ---------- | ---------------- |
| Aguada                | Montevideo | Estadio Aguada                    | 1,635     | 28 de febrero de 1922    | 14         | 1     | 3          | Final            |
| Biguá                 | Montevideo | Estadio Biguá de Villa Biarritz   | 1,200     | 14 de abril de 1931      | 14         | 2     | 2          | Permanencia      |
| Verdirrojo            | Montevideo | Estadio Verdirrojo                | 600       | 7 de diciembre de 1945   | 1          | 0     | 0          | Permanencia      |
| Defensor Sporting     | Montevideo | ''Estadio Óscar Magurno''         | 800       | 14 de septiembre de 1910 | 15         | 2     | 4          | Semifinales      |
| Hebraica Macabi       | Montevideo | Estadio Tabaré                    | 1,100     | 25 de mayo de 1939       | 11         | 3     | 1          | Cuartos de final |
| Goes                  | Montevideo | ''Estadio Plaza de las Misiones'' | 1,800     | 10 de abril de 1934      | 7          | 0     | 0          | Cuartos de final |
| Larre Borges          | Montevideo | ''Estadio Romeo Schinca''         | 900       | 17 de julio de 1927      | 6          | 0     | 0          | Ascenso          |
| Malvín                | Montevideo | ''Gimnasio Juan Francisco Canil'' | 900       | 28 de enero de 1938      | 14         | 5     | 3          | Campeón          |
| Nacional              | Montevideo | Estadio Unión Atlética            | 750       | 14 de mayo de 1899       | 3          | 0     | 0          | Semifinales      |
| Olimpia               | Montevideo | ''Estadio Albérico J. Passadore'' | 500       | 17 de septiembre de 1918 | 14         | 0     | 0          | Permanencia      |
| Trouville             | Montevideo | Estadio Club Trouville            | 780       | 1 de abril de 1922       | 15         | 1     | 1          | Permanencia      |
| Urunday Universitario | Montevideo | Estadio Urunday Universitario     | 700       | 16 de agosto de 1931     | 3          | 0     | 0          | Cuartos de final |
| Welcome               | Montevideo | ''Estadio Óscar Magurno''         | 800       | 13 de octubre de 1926    | 11         | 0     | 0          | Cuartos de final |

| Escala montevideana |
| --- |
| Trouville Welcome, Defensor Sporting Hebraica Bohemios Nacional Malvín Biguá Larre Borges Olimpia Goes Aguada Urunday Universitario |

| Antel Arena                       |
| Montevideo (Barrio Simón Bolívar) |
| --------------------------------- |
|                                   |
| Dirección:                        |
| Capacidad: 15.000 personas        |
| Equipo local: Cancha neutral      |

| Palacio Contador Gastón Guelfi |
| Montevideo (Barrio Cordón)     |
| ------------------------------ |
|                                |
| Dirección: Magallanes 1721     |
| Capacidad: 4.700 personas      |
| Equipo local: Cancha neutral   |

| Estadio Aguada                       |
| Montevideo (Barrio La Aguada)        |
| ------------------------------------ |
|                                      |
| Dirección: Av. Gral. San Martín 2261 |
| Capacidad: 3.738 personas            |
| Equipo local: Aguada                 |

| Plaza de las Misiones     |
| Montevideo (Barrio Goes)  |
| ------------------------- |
|                           |
| Dirección:                |
| Capacidad: 1.800 personas |
| Equipo local: Goes        |

| Estadio Biguá                      |
| Montevideo (Barrio Punta Carretas) |
| ---------------------------------- |
|                                    |
| Dirección: Vázquez Ledesma 2968    |
| Capacidad: 1.200 personas          |
| Equipo local: Biguá                |

| Estadio Tabaré                |
| Montevideo (Barrio Pocitos)   |
| ----------------------------- |
|                               |
| Dirección:                    |
| Capacidad: 1.100 personas     |
| Equipo local: Hebraica Macabi |

| Juan Francisco Canil       |
| Montevideo (Barrio Malvín) |
| -------------------------- |
|                            |
| Dirección:                 |
| Capacidad: 1.050 personas  |
| Equipo local: Malvín       |

| Estadio Bohemios            |
| Montevideo (Barrio Pocitos) |
| --------------------------- |
|                             |
| Dirección:                  |
| Capacidad: 925 personas     |
| Equipo local: Bohemios      |

| Romeo Schinca                |
| Montevideo (Barrio La Unión) |
| ---------------------------- |
|                              |
| Dirección:                   |
| Capacidad: 900 personas      |
| Equipo local: Larre Borges   |

| Estadio Unión Atlética     |
| Montevideo (Barrio Malvín) |
| -------------------------- |
|                            |
| Dirección: Velsen 4509     |
| Capacidad: 850 personas    |
| Equipo local: Nacional     |

| Óscar Magurno                           |
| Montevideo (Barrio Parque Rodó)         |
| --------------------------------------- |
|                                         |
| Dirección:                              |
| Capacidad: 800 personas                 |
| Equipo local: Welcome/Defensor Sporting |

| Estadio Trouville           |
| Montevideo (Barrio Pocitos) |
| --------------------------- |
|                             |
| Dirección:                  |
| Capacidad: 774 personas     |
| Equipo local: Trouville     |

| Estadio Urunday Universitario       |
| Montevideo (Barrio Bella Vista)     |
| ----------------------------------- |
|                                     |
| Dirección: Av. Joaquín Suárez 3093  |
| Capacidad: 700 personas             |
| Equipo local: Urunday Universitario |

| Albérico J. Passadore           |
| Montevideo (Barrio Villa Colón) |
| ------------------------------- |
|                                 |
| Dirección:                      |
| Capacidad: 500 personas         |
| Equipo local: Olimpia           |

## Modo de disputa
La Liga Uruguaya está dividida en cinco etapas, el torneo clasificatorio, el torneo reclasificatorio, la Súper liga, el descenso y los play-offs.
Torneo clasificatorio
Con el nombre Mario Hopenhaym, el torneo clasificatorio es la primera fase de la Liga Uruguaya. Todos los equipos se enfrentan entre sí una vez y además tienen una fecha extra, o fecha de lanzamiento, de partidos, disputando así catorce encuentros.
Por cada partido ganado se entregan dos puntos, por cada encuentro perdido uno. Todos los puntos de esta fase se arrastran para la siguiente salvo los obtenidos en la fecha de lanzamiento. Los ocho mejores equipos avanzan a la Super liga, los demás al torneo reclasificatorio.
Super liga
Llamada 85 años del Club Urunday Universitario y 90 años del Club A. Welcome, es disputada por los mejores ocho equipos del torneo clasificatorio. Los ocho equipos se enfrentan todos contra todos dos veces y arrastran la mitad de puntos de la fase anterior. Los cinco mejores equipos acceden a los play offs, los tres peores a la reclasificación.
Nuevamente, por cada partido ganado se entregan dos puntos, por cada encuentro perdido uno.
Descenso
Los seis peores equipos de la fase clasificatoria disputan un torneo entre ellos a tres ruedas todos contra todos. Por cada partido ganado se entregan dos puntos, por cada encuentro perdido uno, y los tres peores ubicados descienden de categoría, mientras que los tres mejores clasificados avanzan al reclasificatorio.
Torneo reclasificatorio
Llamado Víctor Hugo Berardi, lo disputan los tres peores de la súper liga y los tres mejores del descenso. Se juega una eliminatoria al mejor de cinco y los equipos que vienen de la súper liga tienen ventaja de 1 a 0 en la serie y ventaja de localía.
Play offs
Los play offs de la Liga comienzan en cuartos de final. Se enfrentan al mejor de cinco partidos los tres clasificados del reclasificatorio y los cinco clasificados de la súper liga, con ventaja de localía para los cuatro mejores de la súper liga.
Los ganadores de las llaves avanzan a las semifinales, nuevamente al mejor de cinco partidos y los ganadores avanzan a la final, la cual se disputa al mejor de siete encuentros.

## Torneo Clasificatorio
| Casa\Visitante        | AGU   | BIG   | VER    | DEF    | GOE    | HEB   | LBO   | MAL    | NAC   | OLI    | TRO   | UUN    | WEL    |
| --------------------- | ----- | ----- | ------ | ------ | ------ | ----- | ----- | ------ | ----- | ------ | ----- | ------ | ------ |
| Aguada                |       | 75-55 | 77-75  | 67-65  | 70-65  | 84-88 | 83-73 | 79-72  | 86-78 | 70-62  | 78-80 | 86-61  | 80-77  |
| Biguá                 | 64-81 |       | 69-79  | 84-79  | 93-77  | 81-79 | 76-66 | 70-79  | 84-75 | 104-75 | 88-95 | 82-78  | 68-70  |
| Verdirrojo            | 76-77 | 65-97 |        | 85-105 | 94-92  | 76-80 | 73-76 | 80-79  | 66-77 | 74-87  | 54-86 | 72-77  | 83-101 |
| Defensor              | 86-75 | 91-64 | 111-70 |        | 83-100 | 89-98 | 95-80 | 59-65  | 90-89 | 91-82  | 86-82 | 79-89  | 86-101 |
| Goes                  | 80-73 | 80-48 | 90-71  | 84-94  |        | 70-75 | 79-73 | 60-70  | 81-73 | 80-68  | 83-75 | 111-78 | 84-90  |
| Hebraica y Macabi     | 83-86 | 81-92 | 99-81  | 90-81  | 90-92  |       | 96-76 | 82-106 | 84-73 | 81-65  | 76-71 | 95-102 | 82-91  |
| Larre Borges          | 67-63 | 89-64 | 75-65  | 82-110 | 61-60  | 79-83 |       | 70-72  | 58-81 | 94-80  | 78-87 | 81-85  | 80-74  |
| Malvín                | 69-62 | 81-79 | 100-74 | 87-76  | 70-59  | 77-90 | 71-67 |        | 79-86 | 60-68  | 75-56 | 68-83  | 84-75  |
| Nacional              | 82-80 | 70-64 | 77-74  | 89-67  | 83-80  | 67-66 | 96-72 | 79-81  |       | 83-86  | 72-54 | 89-77  | 106-86 |
| Olimpia               | 73-88 | 61-64 | 84-56  | 90-86  | 75-98  | 84-91 | 82-61 | 81-75  | 73-66 |        | 88-76 | 97-87  | 68-78  |
| Trouville             | 87-89 | 69-66 | 108-47 | 95-93  | 70-81  | 82-87 | 66-69 | 86-96  | 90-86 | 80-78  |       | 80-86  | 80-73  |
| Urunday Universitario | 74-64 | 86-66 | 73-66  | 69-97  | 85-92  | 85-66 | 97-79 | 83-79  | 80-94 | 84-81  | 62-90 |        | 91-70  |
| Welcome               | 96-80 | 80-88 | 75-82  | 102-82 | 99-78  | 73-80 | 99-91 | 87-78  | 81-74 | 93-80  | 81-83 | 98-78  |        |

### Clasificación Torneo Clasificatorio
| Pos. | Club                  | J  | V  | D  | P+   | P-   | Pts. | Clasificación |
| ---- | --------------------- | -- | -- | -- | ---- | ---- | ---- | ------------- |
| 1    | Malvín                | 24 | 15 | 9  | 1873 | 1791 | 39   | Play-offs     |
| 2    | Hebraica y Macabi     | 24 | 15 | 9  | 2029 | 1965 | 39   | Play-offs     |
| 3    | Nacional              | 24 | 14 | 10 | 1945 | 1839 | 38   | Play-offs     |
| 4    | Welcome               | 24 | 14 | 10 | 2050 | 1966 | 38   | Play-offs     |
| 5    | Urunday Universitario | 24 | 14 | 10 | 1950 | 1982 | 38   | Play-offs     |
| 6    | Goes                  | 24 | 13 | 11 | 1956 | 1861 | 37   | Play-offs     |
| 7    | Aguada                | 24 | 15 | 9  | 1853 | 1788 | 37   | Play-offs     |
| 8    | Defensor Sporting     | 24 | 12 | 12 | 1928 | 1872 | 36   | Play-offs     |
| 9    | Trouville             | 24 | 11 | 13 | 2081 | 2019 | 35   |               |
| 10   | Biguá                 | 24 | 11 | 13 | 1810 | 1861 | 35   |               |
| 11   | Olimpia               | 24 | 10 | 14 | 1868 | 1920 | 34   |               |
| 12   | Larre Borges          | 24 | 8  | 16 | 1797 | 1944 | 32   |               |
| 13   | Verdirrojo            | 24 | 4  | 20 | 1740 | 2072 | 28   | Descenso      |

## Segunda ronda

### Liguilla
| Pos. | Club                  | J | V | D | P+  | P-  | Pts. |     | C/V   | MAL     | HEB   | NAC   | WEL   | UNI   | GOE   | AGU    | DEF |
| ---- | --------------------- | - | - | - | --- | --- | ---- | --- | ----- | ------- | ----- | ----- | ----- | ----- | ----- | ------ | --- |
| 1    | Malvín                | 7 | 5 | 2 | 570 | 545 | 31,5 | MAL |       | 92-86   |       | 94-85 |       | 80-71 | 76-81 | 79-85  |     |
| 2    | Aguada                | 7 | 6 | 1 | 559 | 537 | 31,5 | HEB |       |         | 88-98 |       |       | 82-88 | 79-81 | 96-106 |     |
| 3    | Goes                  | 7 | 5 | 2 | 579 | 558 | 30,5 | NAC | 68-75 |         |       | 88-96 | 86-88 |       |       | 93-87  |     |
| 4    | Welcome               | 7 | 3 | 4 | 630 | 629 | 29   | WEL |       | 101-106 |       |       |       | 87-91 | 83-85 | 92-85  |     |
| 5    | Nacional              | 7 | 3 | 4 | 582 | 586 | 29   | UNI | 69-74 | 84-92   |       | 80-86 |       |       |       |        |     |
| 6    | Defensor Sporting     | 7 | 4 | 3 | 634 | 612 | 28,5 | GOE |       |         | 82-81 |       | 90-71 |       | 63-76 | 94-81  |     |
| 7    | Hebraica y Macabi     | 7 | 2 | 5 | 629 | 650 | 28,5 | AGU |       |         | 70-68 |       | 83-69 |       |       |        |     |
| 8    | Urunday Universitario | 7 | 0 | 7 | 536 | 602 | 26   | DEF |       |         |       |       | 91-75 |       | 99-83 |        |     |

### Permanencia
| Pos. | Club         | J | V | D | P+  | P-  | Pts. | Notas    |
| ---- | ------------ | - | - | - | --- | --- | ---- | -------- |
| 1    | Olimpia      | 4 | 3 | 1 | 325 | 325 | 24   |          |
| 2    | Trouville    | 4 | 2 | 2 | 312 | 325 | 24   |          |
| 3    | Biguá        | 4 | 2 | 2 | 352 | 338 | 23,5 |          |
| 4    | Larre Borges | 4 | 1 | 3 | 362 | 363 | 21   | Descenso |

## Play-offs
|  | 3 - 17 de abril | 3 - 17 de abril       | 3 - 17 de abril |          |   | 19 de abril - 5 de mayo | 19 de abril - 5 de mayo | 19 de abril - 5 de mayo |  |   |        |   |  |  |
|  |                 |                       |                 |          |   |                         |                         |                         |  |   |        |   |  |  |
|  |                 |                       |                 |          |   |                         |                         |                         |  |   |        |   |  |  |
|  | 1               | Aguada                | 3               |          |   |                         |                         |                         |  |   |        |   |  |  |
|  | 1               | Aguada                | 3               |          |   |                         |                         |                         |  |   |        |   |  |  |
|  | 8               | Defensor Sporting     | 1               |          |   |                         |                         |                         |  |   |        |   |  |  |
|  | 8               | Defensor Sporting     | 1               |          | 1 | Aguada                  | 3                       |                         |  |   |        |   |  |  |
|  |                 |                       |                 |          | 1 | Aguada                  | 3                       |                         |  |   |        |   |  |  |
|  |                 |                       | 5               | Nacional | 2 |                         |                         |                         |  |   |        |   |  |  |
|  | 5               | Nacional              | 5               | Nacional | 2 | 3                       |                         |                         |  |   |        |   |  |  |
|  | 5               | Nacional              |                 |          |   |                         |                         |                         |  |   |        |   |  |  |
|  | 4               | Olimpia               | 2               |          |   |                         |                         |                         |  |   |        |   |  |  |
|  | 4               | Olimpia               | 2               |          |   |                         |                         |                         |  | 1 | Aguada | 4 |  |  |
|  |                 |                       |                 |          |   |                         |                         |                         |  | 1 | Aguada | 4 |  |  |
|  |                 |                       | 2               | Malvín   | 3 |                         |                         |                         |  |   |        |   |  |  |
|  | 3               | Trouville             | 2               | Malvín   | 3 | 2                       |                         |                         |  |   |        |   |  |  |
|  | 3               | Trouville             |                 |          |   |                         |                         |                         |  |   |        |   |  |  |
|  | 6               | Urunday Universitario | 3               |          |   |                         |                         |                         |  |   |        |   |  |  |
|  | 6               | Urunday Universitario | 3               |          | 6 | Urunday Universitario   | 1                       |                         |  |   |        |   |  |  |
|  |                 |                       |                 |          | 6 | Urunday Universitario   | 1                       |                         |  |   |        |   |  |  |
|  |                 |                       | 2               | Malvín   | 3 |                         |                         |                         |  |   |        |   |  |  |
|  | 2               | Malvín                | 2               | Malvín   | 3 | 3                       |                         |                         |  |   |        |   |  |  |
|  | 2               | Malvín                |                 |          |   |                         |                         |                         |  |   |        |   |  |  |
|  | 7               | Biguá                 | 2               |          |   |                         |                         |                         |  |   |        |   |  |  |
|  | 7               | Biguá                 | 2               |          |   |                         |                         |                         |  |   |        |   |  |  |
|  |                 |                       |                 |          |   |                         |                         |                         |  |   |        |   |  |  |

### Cuartos de final
| Equipo 1  | Serie | Equipo 2              | 1º Juego | 2º Juego | 3º Juego | 4º Juego | 5º Juego |
| --------- | ----- | --------------------- | -------- | -------- | -------- | -------- | -------- |
| Aguada    | 3–1   | Defensor Sporting     | 74 - 86  | 90 - 81  | 70 - 67  | 93 - 81  | -        |
| Nacional  | 3–2   | Olimpia               | 89 - 84  | 70 - 77  | 77 - 57  | 71 - 77  | 84 - 58  |
| Trouville | 2–3   | Urunday Universitario | 71 - 66  | 75 - 71  | 75 - 76  | 64 - 70  | 60 - 74  |
| Malvín    | 3–2   | Biguá                 | 67 - 59  | 86 - 92  | 78 - 87  | 85 - 73  | 87 - 66  |

### Semifinales
| Equipo 1 | Serie | Equipo 2              | 1º Juego | 2º Juego | 3º Juego | 4º Juego | 5º Juego |
| -------- | ----- | --------------------- | -------- | -------- | -------- | -------- | -------- |
| Aguada   | 3–2   | Nacional              | 85 - 63  | 69 - 75  | 77 - 57  | 78 - 86  | 83 - 80  |
| Malvín   | 3–1   | Urunday Universitario | 74 - 68  | 73 - 79  | 70 - 58  | 84 - 79  | -        |

### Finales
| Equipo 1 | Serie | Equipo 2 | 1º Juego | 2º Juego | 3º Juego | 4º Juego | 5º Juego | 6º Juego | 7º Juego |
| -------- | ----- | -------- | -------- | -------- | -------- | -------- | -------- | -------- | -------- |
| Aguada   | 4-3   | Malvín   | 83 - 80  | 90 - 87  | 69 - 80  | 78 - 67  | 83 - 91  | 66 - 74  | 88 - 82  |